# Data General
Data General — одна з найперших компаній з виробництва мінікомп'ютерів.

## Історія
Троє з чотирьох співзасновників компанії були колишніми співробітниками компанії Digital Equipment Corporation. Першим продуктом компанії став 16-розрядний мінікомп'ютер Data General Nova з власною операційною системою — «RDOS» і власною мовою програмування — «Data General Business Basic». За Nova вийшли лінійки мінікомп'ютерів Supernova і Data General Eclipse. Компанія слідувала OEM-стратегії продажів, дозволяючи виробникам використовувати комп'ютери Data General у своїх системах. В кінці 1970-х і на початку 1980-х років компанія приділяла особливу увагу виробництву мікрокомп'ютерів (microNOVA в 1977 і переносний Data General-One в 1984) і втратила лідируючі позиції на ринку мінікомп'ютерів, що призвело до зменшення частки компанії на комп'ютерному ринку в цілому. 1999 року компанія Data General була поглинута компанією EMC Corporation.